# Aconodes truncata
Aconodes truncata är en skalbaggsart som först beskrevs av Stefan von Breuning 1939.  Aconodes truncata ingår i släktet Aconodes och familjen långhorningar. Inga underarter finns listade i Catalogue of Life.